# Hemimycena tortuosa
Hemimycena tortuosa es una especie de hongo basidiomiceto de la familia Mycenaceae, del orden  Agaricales.

## Sinónimos
- Helotium tortuosum (Redhead, 1982)
- Mycena tortuosa (P.D. Orton 1960)